# Super Multitap
El Super Multitap es un adaptador para multijugador licenciado por Hudson Soft, similar al NES Four Score y NES Satellite. Expande los puertos de controladores de la SNES hasta el número de 5 jugadores simultáneos para aquellos juegos que lo soportasen. Hubo también un Super Multitap 2, pero no funcionaba en videoconsolas PAL. Algunos juegos que soportaban este accesorio fueron Super Bomberman, Super Bomberman 2, NBA JAM, entre otros.
- Datos: Q5846477
- Multimedia: SNES Multitap / Q5846477